# Ericus Jacobi Skinnerus
Ericus Jacobi Skinnerus Stockholmensis, död 1597, var en svensk professor, poet och den förste rektorn över Uppsala universitet sedan det återupprättande 1593.

## Biografi
Ericus Jacobi Skinnerus var son till borgaren i Stockholm Jacob Larsson Skinnare, och modern tillhörde frälseätten Geete. Han inskrevs 1570 vid Greifswalds samt möjligen 1572 vid Rostocks och 1581 vid Wittenbergs universitet. Hemkommen till Sverige förordnades han 1584 till professor i matematik vid det av Johan III inrättade Stockholmskollegiet, där han även undervisade i latin och grekiska. Han fängslades 1589 på grund av sitt motstånd mot  Johan III:s Liturgia, men han synes ha blivit frisläppt i slutet av 1590 eller början av 1591. Emellertid befinnes han vara fängslad igen mot slutet av sistnämnda år och frigavs först under Johan III:s sista sjukdom (1592). 
Vid Uppsala möte (1593) tjänstgjorde Skinnerus som sekreterare och blev vid universitetets återupprättande samma år dess rektor, men avled redan 1597. Staffan Rodhe skriver i sin avhandling 2002 att Skinnerus var matematikprofessor där, och härleder det faktum att Skinnerus utsågs till rektor till att matematikprofessorn stod högst i rang av alla professorer i filosofi (matematiken ansågs vara ett ämne under filosofin). Johan Eenberg anger dock att han 1593 utsågs till professor eloquentia i Uppsala, och i Knöösiska samlingen uppges han vara physis & eloquentia professor där.
Han var ivrig anhängare av den ramistiska filosofin (ramism) och beundrades mycket av samtiden som latinsk skald och vältalare. En av hans dikter, Epithalamion, är en hyllningsdikt till bröllopet mellan Johan III och Gunilla Bielke och består av 1388 verser.
Skinnerus son Erik Eriksson Tranevardus Geete adlades med namnet Geete.